# El Periódico de España
El Periódico de España es un diario digital de ámbito nacional fundado el 12 de octubre de 2021 por el grupo editorial Prensa Ibérica, en España. Su objetivo es ofrecer una perspectiva más amplia de la política española, no tan centrada en lo que pasa en Madrid, como suelen hacer otros medios, aprovechando que el grupo editor tiene cuenta con varios periódicos regionales.
Este lanzamiento representó un hito significativo, ya que fue la primera vez que un grupo de comunicación español aprovechaba su posición en la prensa regional para impulsar un nuevo diario nacional, apoyándose en la labor de más de 1200 periodistas distribuidos en 26 cabeceras regionales.
Su sede se encuentra en Madrid, en las instalaciones de Prensa Ibérica en la calle de Pedro Muñoz Seca. Desde su inicio, el diario ha adoptado una postura progresista, con un compromiso con la pluralidad, la igualdad de género, la defensa de los derechos humanos y la lucha contra el cambio climático. Además, ha apostado por una estrategia digital desde su nacimiento, priorizando el acceso a través de dispositivos móviles y ofreciendo contenidos adaptados a las nuevas plataformas.
La red de corresponsales de Prensa Ibérica, que informan desde ciudades como Nueva York, Moscú, Bruselas, París, Roma, Londres, Berlín, Buenos Aires o Beirut, ayuda a esta cabecera a facilitar la información internacional.
Tuvo unos inicios complicados, como el cambio inesperado de director, pero con el tiempo lograron consolidarse y ganar lectores en internet. En abril de 2024 dejó de imprimir su edición en papel, que solo se distribuía en la ciudad de Madrid.
En septiembre de 2023, contaba con casi 7,4 millones usuarios únicos, según datos de Google Analytics.